# The Guilty (2021)
The Guilty is een Amerikaanse misdaad-thriller uit 2021, geregisseerd en geproduceerd door Antoine Fuqua, naar een scenario van Nic Pizzolatto. De film is gebaseerd op de Deense film Den skyldige uit 2018. De hoofdrollen worden vertolkt door Jake Gyllenhaal en Christina Vidal, met de stemmen van Riley Keough, Peter Sarsgaard en Ethan Hawke.

## Verhaal
De politieagent Joe Baylor van het LAPD is overgebracht naar de meldkamer, omdat er een juridische procedure tegen hem loopt. Zijn proces zal de volgende dag plaatsvinden. Tijdens zijn nachtdienst in het controlecentrum van Los Angeles belt een vrouw genaamd Emily met haar mobiele telefoon. Ze kan alleen in clausules spreken en Joe gaat ervan uit dat ze in een busje is ontvoerd. Op basis van de locatie van de mobiele telefoon en Emily's observaties stuurt hij een patrouillewagen in hun richting. Het zicht is echter ernstig beperkt door een bosbrand aan de rand, de controle van een soortgelijk voertuig door de agenten blijkt een mislukking te zijn. Omdat Emily's vaste nummer ook is geregistreerd in het operationele controlesysteem, belt Joe daar en kan ze met haar dochtertje Abby praten. Abby geeft Joe het telefoonnummer van haar vader Henry, waardoor hij kan vaststellen dat hij in het verleden is veroordeeld en gevangengezet voor verschillende geweldsmisdrijven, wat zijn mening versterkt dat vader Henry de ontvoerder is.
Een door Joe gealarmeerde patrouille heeft inmiddels Emily's huis bereikt. Joe weet de kleine Abby te overtuigen om de deur voor de agenten te openen en hen de telefoon te geven. Het blijkt dat Abby's kleren besmeurd zijn met bloed. Joe instrueert de agenten om het huis te doorzoeken. In de slaapkamer vinden ze Abby's kleine broertje Oliver roerloos met zijn maag opengesneden. De verbinding wordt dan verbroken. Joe belt Emily en zegt dat ze aan de handrem moet trekken terwijl het voertuig rijdt. De actie mislukt; Emily wordt dan vergrendeld in de bagageruimte van het voertuig gestopt. Joe moedigt haar aan om Henry met een baksteen neer te slaan zodra hij de deur opent. Tijdens dit gesprek vertelt Emily over haar zoon Oliver en 'slangen' in zijn buik. Zij heeft ze 'eruit gehaald' en 'het ging nu beter met hem'. Joe realiseert zich dat het niet Henry was die Olivers maag opensneed, maar Emily. Hij blijft sprakeloos aan de telefoon terwijl Emily - volgens Joe's eerdere instructies - Henry neerslaat met de steen.
Ondertussen kon Joe's partner, Rick, Henry's appartement doorzoeken. Uit documenten blijkt dat Emily onder psychiatrische behandeling is. Joe belt Henry. Volgens het controlesysteem bevindt het zich in de directe omgeving van het St. Patton Psychiatric Hospital. Tijdens het telefoongesprek met Henry blijkt dat zijn enige bedoeling was om Emily terug te brengen naar de psychiatrische afdeling nadat ze Olivers maag had opengesneden. Emily belt de controlekamer. Ze staat suïcidaal op een snelwegbrug. Om tot Emily door te dringen en haar zelfmoord te voorkomen, geeft Joe toe dat hij zelf een jongen heeft neergeschoten, wat blijkbaar ook het onderwerp is van het komende proces. Joe hoort naderende politiesirenes op Emily's telefoon, maar kort daarna wordt de verbinding verbroken. De verkeersleider van de snelwegpatrouille vertelt hem dat Emily van de brug is gestapt. Ze zit in politiehechtenis. Kort daarna hoort Joe van zijn supervisor dat Oliver de blessure heeft overleefd en op de intensive care ligt.
Joe zakt in elkaar op het toilet. Hij belt Rick, die als getuige moet optreden in het komende proces en draagt hem op om de waarheid in de rechtszaal te vertellen en niet - zoals blijkbaar van tevoren gepland - een valse getuigenis.

## Rolverdeling
| Acteur               | Personage                             |
| -------------------- | ------------------------------------- |
| Jake Gyllenhaal      | Joe Baylor                            |
| Christina Vidal      | sergeant Denise Wade                  |
| Adrian Martinez      | Manny                                 |
| Riley Keough         | Emily Lighton (stem)                  |
| Peter Sarsgaard      | Henry Fisher, Emily's ex-man (stem)   |
| Ethan Hawke          | sergeant Bill Miller (stem)           |
| Eli Goree            | Rick (stem)                           |
| Da'Vine Joy Randolph | CHP-verzender (stem)                  |
| Christiana Montoya   | Abby, Emily en Henry's dochter (stem) |
| David Castañeda      | Officier Tim Gervasi (stem)           |
| Beau Knapp           | Dru Nashe (stem)                      |
| Edi Patterson        | Katherine Harbor (stem)               |
| Paul Dano            | Matthew Fontenot (stem)               |
| Gillian Zinser       | Jess Baylor, Joe's ex-vrouw (stem)    |
| Bill Burr            | nachtclub-beller (stem)               |
| Dillon Lane          | gecrashte fietser (stem)              |
| Marlene Forte        | huis in brand-beller (stem)           |

## Release
The Guilty ging in première op 11 september 2021 op het Internationaal filmfestival van Toronto. De film werd in het Verenigd Koninkrijk en de Verenigde Staten uitgebracht in een beperkte release op 24 september 2021. De film werd vervolgens door de streamingdienst Netflix uitgebracht op 1 oktober 2021.

## Ontvangst
De film ontving over het algemeen positieve kritieken van filmcritici. Op Rotten Tomatoes heeft The Guilty een waarde van 70% en een gemiddelde score van 6,40/10, gebaseerd op 149 recensies. Op Metacritic heeft de film een gemiddelde score van 63/100, gebaseerd op 36 recensies.